# Verkiezingen voor het Europees Parlement 2009/Kandidatenlijst/CU-SGP
Net als in eerdere jaren namen de ChristenUnie en de Staatkundig Gereformeerde Partij met een gezamenlijke kandidatenlijst deel aan de Europese Parlementsverkiezingen van 2009.

## Kandidatenlijst
1. Peter van Dalen (CU) (*)
2. Bas Belder (SGP) (*)
3. Ruud van Eijle (CU)
4. Leon Meijer (CU)
5. Jan Lock (SGP)
6. Carla Dik-Faber (CU)
7. Stieneke van der Graaf (CU)
8. Marcel de Haas (SGP)
9. Klaas Koelwijn (CU)
10. Fred Lachman (CU)
11. Ton de Jong (SGP)
12. Gerdine Visser-Westland (CU)
13. Jochem Pleijsier (CU)
14. Diederik van Dijk (SGP)
15. Joanne van der Schee-van de Kamp (CU)
16. Jan Harm Boiten (CU)
17. Kees van Burg (SGP)
18. Bert Tijssen (CU)
19. Hans Hekstra (CU)
20. Evert-Jan Brouwer (SGP)

Noot*: verkozen politici
CDA · 
PvdA ·
VVD ·
GroenLinks ·
SP ·
CU-SGP ·
D66 ·
Newropeans ·
Europa Voordelig! & Duurzaam ·
Solidara ·
PvdD ·
Europese Klokkenluiders Partij ·
De Groenen ·
PVV ·
Liberaal Democratische Partij ·
Partij voor Europese Politiek ·
Libertas